# 第40集团军 (苏联)
第40集团军是苏联的一个集团军，1941年第一次成立，曾参与苏德战争基辅战役、雅西-基什尼奥夫战役、下第聂伯河攻势、库尔斯克会战。1945年解散。知名指挥官为基里爾·莫斯卡連科。1979年12月第二次组建于塔什干，隶属于土库曼斯坦军区，参与苏联－阿富汗战争。1990年前后再次解散。